# Cantó de Courbevoie-2
El cantó de Courbevoie-2 és un cantó francès del departament dels Alts del Sena, situat al districte de Nanterre. Creat amb la reorganització cantonal del 2015.

## Municipis
- Courbevoie (en part)
- Puteaux